# Velký Vřešťov
Velký Vřešťov là một làng thuộc huyện Trutnov, vùng Královéhradecký, Cộng hòa Séc.